# 亚历山大·利沃维奇·卡齐姆-贝克
亚历山大·利沃维奇·卡齐姆-贝克（俄语：Александр Львович Казем-Бек；1902年2月15日—1977年2月21日），俄国近代宗教人物、白俄移民政治领袖、民族主义政党青年罗斯人的党首。

## 早年生平

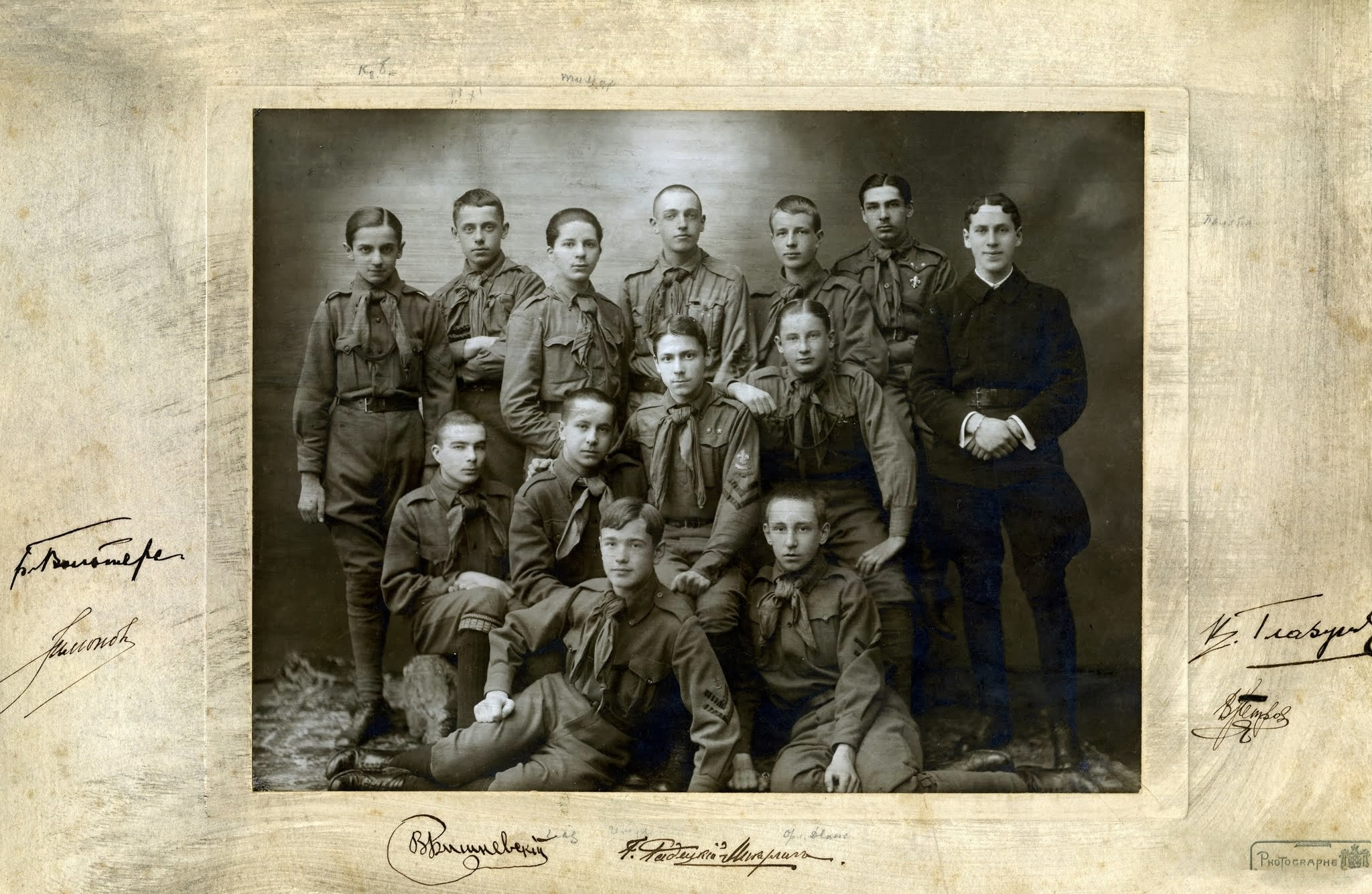
1917年，沙皇村的童军合照，最左侧的人是亚历山大·利沃维奇·卡齐姆-贝克

1902年2月15日，亚历山大·利沃维奇·卡齐姆-贝克出生于喀山城的波斯裔贵族世家卡齐姆-贝克家族。他的父亲列夫·亚历山德罗维奇·卡齐姆-贝克是喀山省斯帕斯克县的贵族领袖，与娜杰日达·根纳季耶夫娜·施皮格尔贝格结婚，曾担任过近卫军骑兵少尉与银行董事。他的曾祖父亚历山大·卡西莫维奇·卡齐姆-贝克是俄国著名的东方学家，而他的祖母玛丽亚·利沃夫娜则是托爾斯泰家族的成员。
由于父亲的工作关系，卡齐姆-贝克自幼便辗转俄国与西欧各地，并曾就读于多所学校。1913年，他在塔林加入了由奥列格·潘秋霍夫创建的俄罗斯童子军组织。1914年-1917年，他进入沙皇村皇家文理中学就读。1917年5月，他成为童軍團長；同年8月，他与母亲和妹妹搬回喀山，居住在卡马河畔托尔斯泰家族的穆尔济哈庄园。1918年3月，卡齐姆-贝克随家人来到俄国白军控制下的基斯洛沃茨克；几个月后，他随家人搬到顿河畔罗斯托夫生活，进入顿河大学（今属南部联邦大学）法学院就读，并成为某童军组织的专员。此外，他还与罗斯托夫的青年保皇派接洽，创建“全俄君主主义青年联盟”。
1919年初，卡齐姆-贝克不等白军征召，便主动投靠安东·邓尼金的南俄罗斯武装部队，并参加总参谋部的速成班，获得"白军宣传员"证书。同年5月，他又前往皮亚季戈尔斯克，参加暑期政治课程，并预备在3个月后入伍。同年9月，他作为北高加索地区童军组织的工作人员，出息了新切爾卡斯克的童军代表大会。同年11月，他被征入重建的枪骑兵团（其父曾服役于此），并指挥一支由40人组成的临时中队（其中大部分人员为苏联红军战俘）。一个月后，卡齐姆-贝克病倒，在叶卡捷琳诺达尔的军事医院接受约一个月的治疗，随即迁往新罗西斯克。1920年1月17日，他随家人乘坐“额尔齐斯号”汽船撤离，前往伊斯坦布尔，然后经萨洛尼卡到达贝尔格莱德居住。同年，他在潘切沃通过毕业考试，得以进入贝尔格莱德大学文学院就读。自1921年春季起，卡齐姆-贝克一家住在埃尔多迪家族位于匈牙利考什泰约什东博的庄园内。此后，卡齐姆-贝克在佩奇市教授法语，并担任保皇派领袖德米特里·彼得罗维奇·戈利岑的秘书。在戈利岑的引荐下，他加入了拥护基里尔大公的保皇派组织，从此成为基里尔大公的支持者。
1921年11月27日，他与斯韦特兰娜·埃利斯结婚，并定居在埃利斯家族位于沃利尼亚奥泽拉尼的庄园。二人育有女儿纳迪娜（1926年生）与儿子亚历山大（1930年生）。1922年-1923年，他搬到德国慕尼黑，进入慕尼黑工业大学政治经济系就读。1923年8月后，他移居法国巴黎，为一家电气化公司工作。同时，他也旁听了巴黎自由政治学院与Pigier商学院的课程。1925年，他毕业于巴黎政治学院，之后便前去蒙特卡洛，在摩纳哥信贷银行的外汇部门工作，直到1929年才常居巴黎。1930年-1932年，他进入尼古拉·别尔嘉耶夫等白俄侨民主办的巴黎宗教与哲学学院就读。

## 创办“青年罗斯人”

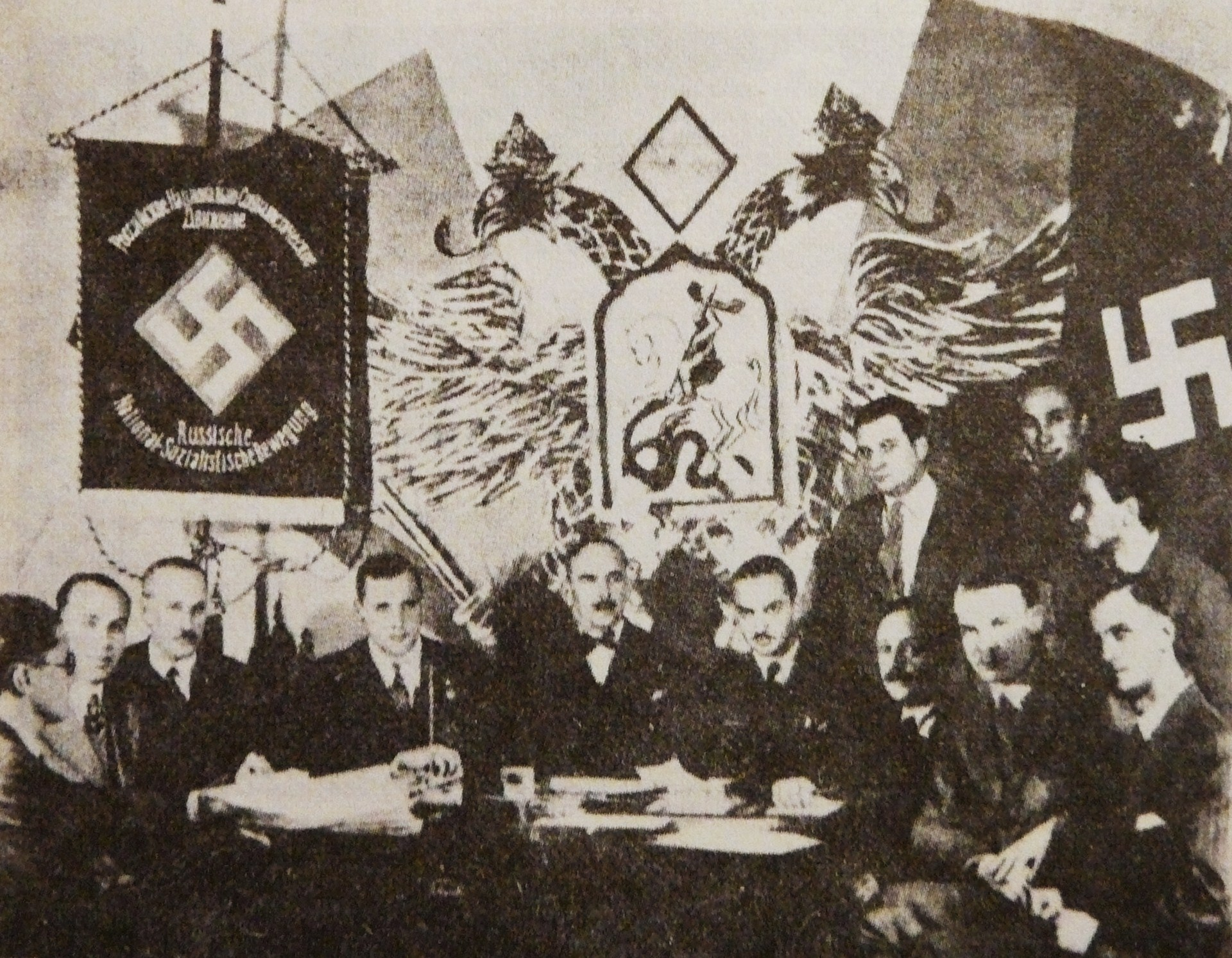
1933年柏林三方会议的参与者：最中间打燕尾结的男人是帕维尔·拉法罗维奇·别尔蒙特-阿瓦罗夫将军（俄罗斯国家社会主义运动领导人），阿瓦罗夫的右侧是卡齐姆-贝克，阿瓦罗夫的左侧是阿纳斯塔西·旺夏茨基（全俄罗斯法西斯组织领导人）

1922年，卡齐姆-贝克抵达慕尼黑后，便与当地的保皇派青年组织建立联系。1923年2月2日-9日，他在慕尼黑参与筹办“青年俄罗斯联盟大会”，共有15个国家、29个保皇派青年组织出席会议。在会上，他被选为“青年俄罗斯联盟”的党首，负责推动青年白俄侨民的团结与合作。1925年，“青年俄罗斯联盟”更名为“青年罗斯人”，总部则设在巴黎。担任党首期间，他频繁参与于白俄侨民的各类活动，并时常为白俄侨民的各类报刊撰稿。
卡齐姆-贝克及“青年罗斯人”秉持着一种多样且矛盾的折衷主义意识形态，该意识形态包含了君主制、俄罗斯民族主义、东正教原教旨主义、法团主义、欧亚主义、路标转换派思想、民族布尔什维克主义、反共主义的要素，并同情意大利法西斯主义、德国国家社会主义与苏联的苏维埃体制。在这一思想的推动下，“青年罗斯人”更是提出了“沙皇与苏维埃”、“革命是旧君主制的死亡和新君主制的诞生”、“无产阶级将是新君主制的支柱”、“俄国沙皇将把劳动人民从红色与金色寄生虫的桎梏中解放出来！”等口号。
同情法西斯主义的卡齐姆-贝克曾拜会过阿道夫·希特勒与本尼托·墨索里尼。然而，当二者的反苏联倾向愈发明显，甚至计划征服俄罗斯的时候，他毫不犹豫地向苏联靠拢，并在1937年递交辞去“青年罗斯人”党首职位的申请。据部分资料显示，这与卡齐姆-贝克在1934年于罗马拜会墨索里尼期间，被苏联驻意大利代办兼格伯乌特工列夫·格尔方德招募有关。
夏威夷大学历史学教授约翰·J·斯蒂芬在《满洲黑手党：俄国纳粹黑幕纪实》（The Russian Fascists: Tragedy and Farce in Exile, 1925-1945）中指出：“在俄国流亡者许许多多的社会连带主义者组织当中，“青年俄罗斯”……也许动员了最广泛的支持……青年俄罗斯集团不时向纳粹分子卖弄风情，但是没有同他们形成持久关系，卡泽姆-贝克于1933年9月到柏林同伯蒙特-阿瓦洛夫签订了一项友好协议，但是这次会见没有产生有重要意义的协作关系。”

## 反法西斯活动
自1930年代中后期起，卡齐姆-贝克开始与苏联代表接触，其中包括“红色伯爵”阿列克谢·伊格纳季耶夫。1930年代末，他在巴黎发起了“圆桌会议”，致力于反法西斯主义活动，因而被纳粹德国列为犯人，悬赏十万帝國馬克。1940年法国投降后，他被纳粹德国逮捕，关押在韦尔内的集中营。1940年10月，卡齐姆-贝克获释，他与家人随后在1941年离开欧洲，逃到美国定居。1942年，他宣告解散“青年罗斯人”党，并呼吁党员们“根据自己的判断，完全履行对我们交战中祖国的爱国义务”，而“青年罗斯人”党的党员们也大多加入了反法西斯抵抗运动。
1942年-1943年，他在旧金山的美国银行工作。1942年11月后，他受雇于美国战略情报局，负责撰写各种不同的白俄侨民团体与个别人物的相关报告，其中有部分内容详实的报告后来在美国出版。此外，他还为旧金山的俄文报纸《Новая Заря》撰稿，并参与基督教青年会的战俘救济项目，在1944年-1946年担任该项目图书部的负责人（负责为战俘挑书、寄书）。中情局文件显示，卡齐姆-贝克的特工代号为“蜘蛛”。

## 教学活动与宗教活动
自1944年起，卡齐姆-贝克担任耶鲁大学美国陆军特别训练班的俄语讲师。 1946年-1947年，他是康涅狄格学院的俄罗斯语言和文学系主任，且担任过明德大学暑期语言学校的俄语客座教授。在美期间，卡齐姆-贝克积极捍卫莫斯科牧首区的权利。在他的努力下，美国最高法院于1952年作出莫斯科宗主教区保留纽约圣尼古拉主教座堂的裁决（该教堂曾受美洲正教会管理）。
1946年，卡齐姆-贝克与海伦妮·伊兹沃尔斯基共同创立了提倡合一运动的杂志《三时》（名字源于三时经），并出任编辑。此外，他亦为多份报刊撰稿数百篇，并协助从莫斯科抵达美国的美洲主教鲍里斯·伊万诺维奇·维克。
1950年代，应拉梅什瓦里·尼赫鲁的邀请，卡齐姆-贝克前去印度新德里教授俄语。抵达印度后，他又于1954年向苏联方面申请苏联公民身份，这份申请最终于1957年获批。据其他资料称，卡齐姆-贝克被美国联邦调查局视为苏联间谍监视。1956年7月，卡齐姆-贝克将家人留在美国，随后便经过伦敦逃往瑞士，同苏联外交官接洽。之后，他又凭着外交官给的機票飞往捷克斯洛伐克共和国的布拉格，然后自布拉格乘坐火车，最终于1956年末回到苏维埃俄国。
1957年2月28日，卡齐姆-贝克在苏联《文学报》上发布文章，批评美国文化，称：“美国没有创造出独有的真正的民族文化。自然，谁也不否认，美国过去的政治思想和文学中民主的人道主义的传统是丰富的。但可惜这种传统被遗忘了。”文章刊登后，苏联著名作家伊利亚·爱伦堡亲自向《文学报》报社致信，批评了这一说法，称赞美国人民（如马克·吐温、沃尔特·惠特曼、福克纳等人）对世界文化的贡献，并称“我们反对某些西方政治集团在各国人民中间散布敌视和不信任，阻挠文化合作，因此，我认为必须反对那篇文章。”卡齐姆-贝克与爱伦堡的这次争论被认为是苏联内部“世界主义”派系与“排外主义”派系关系紧张的标志。

## 回国之后
1957年1月16日，《真理报》上发布了卡齐姆-贝克撰写的《致<真理报>编辑部的信》。这份“忏悔信”批判了美国的“自由生活”，谈及其“迫不得已”逗留美国的经历，并强调他一贯的亲苏联立场。“忏悔信”登报后，他便成为莫斯科宗主教区期刊的编委会成员，并为该杂志撰写宗教主题文章。同年夏天，苏联当局为他分配了莫斯科的一套两居室公寓。1960年，他被任命为莫斯科牧首区新闻处长，同年兼任莫斯科牧首区对外教会关系部的翻译。1962年，他被任命为莫斯科牧首区对外教会关系部的高级顾问，直至去世。尽管卡齐姆-贝克始终未与斯韦特兰娜正式离婚，但他还是在1960年与列夫·柳比莫夫（同样是二战后回到苏联的法国白俄侨民）的17岁女儿西尔维娅·茨尔塔娃结为夫妻。
1977年2月21日，亚历山大·利沃维奇·卡齐姆-贝克去世，享年75岁。应其本人的要求，他的遗体被安葬在莫斯科郊外卢基诺村（今属新佩列杰尔基诺区）的主显圣容教堂旁。莫斯科教区代牧、扎赖斯克主教兼莫斯科牧首区对外教会关系部副部长德米特里·雅科夫列维奇·特沃纽克主持了卡齐姆-贝克的葬礼，并传达尼科季姆都主教与尤维纳利都主教的哀悼。而莫斯科宗主教区对外教会关系部秘书阿列克谢·谢尔盖耶维奇·布耶夫斯基则在葬礼上致辞。.
在卡齐姆-贝克的追悼晚宴上，莫斯科牧首区对外教会关系部副部长尼古拉·米哈伊洛维奇·贡季亚耶夫特别提到：“卡齐姆-贝克不仅应该被铭记，而且还应该被研究。”

## 纪念
2002年2月15日，俄罗斯文化基金会专门为卡齐姆-贝克举办一场晚会，纪念他的百年诞辰，这场晚会的出席者有卡齐姆-贝克的亲属同事、历史学者、社会名流与俄国贵族后裔等，其中的发言者包括莫斯科牧首区出版社的负责人弗拉基米尔·西洛维耶夫、莫斯科牧首区对外教会关系部副部长弗谢沃洛德·卓别林与阿列克谢·谢尔盖耶维奇·布耶夫斯基等人。

## 扩展阅读
- Недбаевский В. М. Духовные и организационные проявления фашизма в среде российской эмиграции в Германии // Новый исторический вестник（俄语：Новый исторический вестник）. — 2000. — № 2 (2).
- Халиуллин Ю. Династия патриотов Отечества: Звёздные имена из рода Казем-Беков // Казань. — 2004. — № 6 (июнь). — С. 55—61.
- Мирей Массип. . М.: Издательский Дом ЯСК. 2017. ISBN 978-5-9551-0411-9 （俄语）.